# Parasoltræ
Parasoltræ (Sciadopitys verticillata) er et mellemstort, stedsegrønt nåletræ med en opret, kegleformet vækst. Grenene sidder i kranse, og stammen er som regel gennemgående. 

## Beskrivelse
Barken er først lysegrøn og furet, men snart bliver den rødbrun og blank. Gamle grene og stammer har en bark, som er furet og afskallende på langs. Knopperne er ægformede og lysegrønne. Fra hver knop fremkommer et skud med kransstillede dværgskud, der hver bærer to sammenvoksede, lange nåle. Hver nål er lysegrøn og har en dyb fure langs midten. 
Blomstringen sker i sommertiden, og koglerne er ægformede med brede, tilbagerullede skæl og dråber af udsondret harpiks. Frøene er næsten runde med en vinge hele vejen rundt langs randen.
Rodnettet er forholdsvist svagt og kræver adgang til både konstant ilt og fugtighed på samme tid.
Højde x bredde og årlig tilvækst: 20 x 4 m (30 x 10 cm/år).

## Hjemsted
Slægten fandtes allerede i tertiærtiden og var udbredt over hele den nordlige halvkugle indtil den 3. sidste istid, hvor den blev udryddet overalt undtagen i Japan, hvor arten nu er endemisk. Her findes den som underskov i blandede løv- og nåleskove på øerne Honshū, Shikoku og Kyushu. 
I Kyushu University Forests vokser den på bjergskråninger med 3500 mm årlig nedbør og lavaundergrund sammen med bl.a. Acer mono, Betula grossa, japansk bøg, japansk fyr, japansk ædelgran, penselfyr, Quercus crispula og sieboldhemlock.
| Portal | Portal:Botanik |

## Note
1. ↑  Vegetation mosaics in relation to geomorphic variations in a headwater basin covered by fir-hemlock-broadleaved mixed forests in central Kyushu, Japan Arkiveret 5. marts 2016 hos  Wayback Machine (engelsk)